# Sistemas fluviales de Tailandia

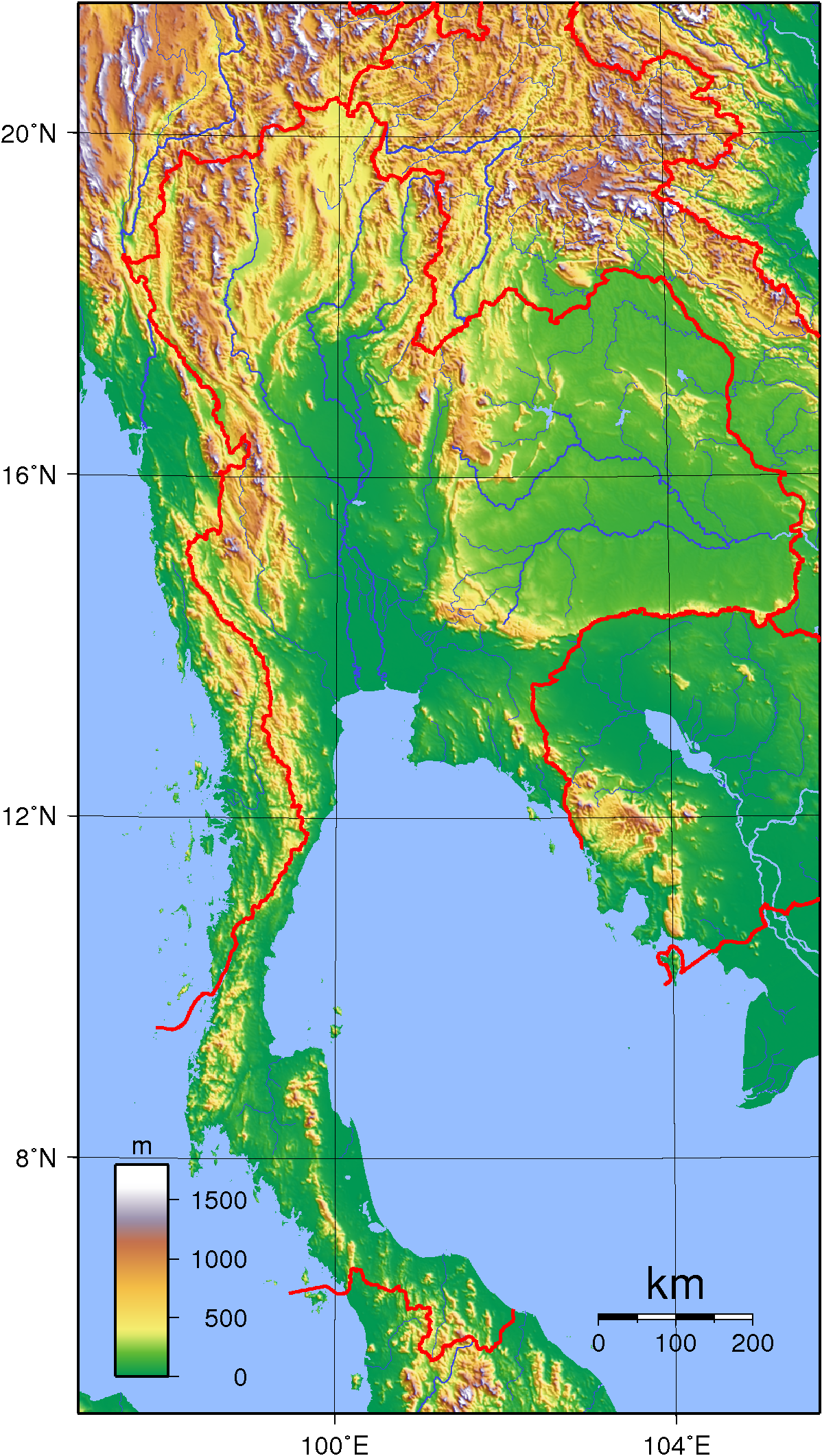
Mapa topográfico de Tailandia que muestra todo el sistema del río Chao Phraya, en las llanuras centrales, y las ramales del sistema del río Mekong, que fluyen de oeste a este.

Los dos principales sistemas fluviales de Tailandia son los del río Chao Phraya y el del río Mekong. En conjunto, estos ríos soportan el riego para la economía agrícola de Tailandia. Además de estos dos grandes sistemas, hay una serie de otros sistemas fluviales y ríos individuales que drenan el territorio dentro de las fronteras de Tailandia en el golfo de Tailandia y en el mar de Andamán. El Mekong es el único río de Tailandia, que desemboca en el mar de China Meridional.

## Sistema fluvial del Chao Phraya

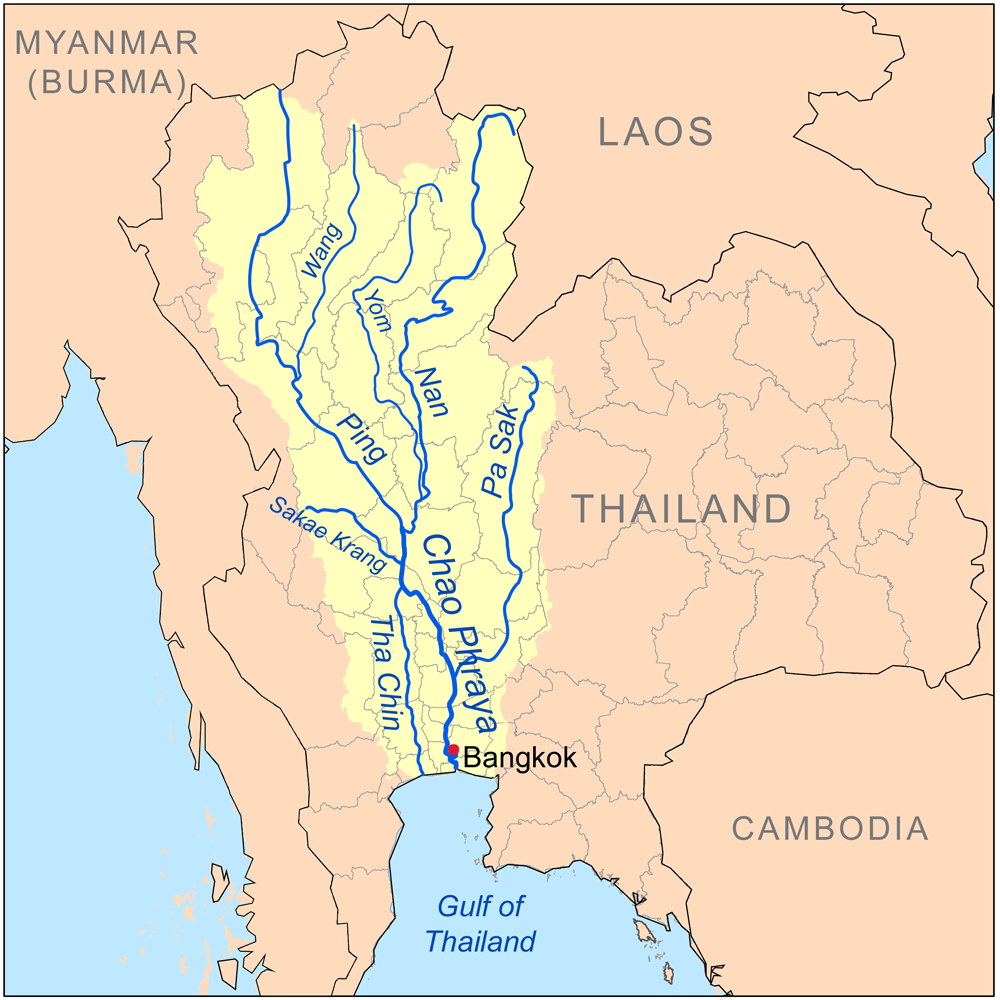
Sistema fluvial del Chao Phraya

El sistema fluvial del río Chao Phraya es el principal sistema de Tailandia, ya que su cuenca define gran parte de la región del centro de Tailandia. El río Chao Phraya comienza en la confluencia de los ríos Ping y Nan, en Nakhon Sawan (también llamado Pak Nam Pho) en la provincia de Nakhon Sawan. A continuación, fluye de norte a sur durante 372 kilómetros de las llanuras centrales, atravesando Bangkok y desaguando en el golfo de Tailandia. En la provincia de Chainat, el río se divide en dos, el curso del río principal y el río Tha Chin, que luego fluye paralelo al río principal y desemboca en el golfo de Tailandia a unos 35 km al oeste de Bangkok, en Samut Sakhon. En la baja llanura aluvial que comienza debajo de la presa de Chainat, se separan del río principal muchos pequeños canales (khlong), que se utilizan para el riego de los arrozales de la región.

### Tributarios
Los principales afluentes del río Chao Phraya, son los ríos Pa Sak (513 km), Sakae Krang (225 km), Nan (740 km) (junto con su confluente principal, el río Yom, de 700 km), Ping (658 km) (con su principal confluente el Wang), y el Tha Chin (765 km). Cada uno de estos afluentes (y el Chao Phraya mismo) es aportado por otros afluentes menores que a menudo se conoce como khwae. Todos los afluentes, incluyendo los menores khwae, forman un amplio patrón de árbol, con ramas que fluyen a través de casi todas las provincias del centro y norte de Tailandia. Ninguno de los afluentes del Chao Phraya se extiende más allá de las fronteras de la nación. El Nan y el Yom fluyen casi paralelos desde Phitsanulok hasta Chumsaeng, en el norte de la provincia de Nakhon Sawan. El Wang entra en el río Ping, cerca del distrito de Sam Ngao en la provincia Tak.

### Drenaje
La extensión del río Chao Phraya y sus afluentes, es decir, el sistema fluvial del Chao Phraya, junto con la tierra en la que la lluvia que cae drena en esos cuerpos de agua, forman la cuenca del Chao Phraya. La cuenca del Chao Phraya es la cuenca más grande de Tailandia y comprende aproximadamente el 35% del territorio tailandés, y drena un área de 157.924 km².

## Sistemas fluviales menores del golfo
Hay numerosos ríos que desembocan en el golfo de Tailandia, incluyendo una serie de ríos que desaguan en la costa oeste del golfo, otros en la costa este y otros que desembocan en la costa este de la península de Malaca. Los sistemas más importantes del golfo de Tailandia, además del Chao Phraya, son los siguientes:

### Bang Pakong
El río Bang Pakong (294 km) es un río del este de Tailandia. El río nace en la confluencia del río Nakhon Nayok y del río Prachinburi, en Pak Nam Yotaka, en Amphoe Ban Sang, en la provincia de Prachinburi. Desemboca en el golfo de Tailandia en el extremo nororiental de la bahía de Bangkok. Los principales afluentes del Pakong Bang son el río Nakhon Nayok y el río Prachin Buri. La cuenca del Pakong Bang tiene cerca de 17.000 km².

### Phetchaburi
El río Phetchaburi es un río del oeste de Tailandia. Nace en el parque nacional Kaeng Krachan, en el distrito de Kaeng Krachan y fluye a través Tha Yang, Ban Lat, Mueang Phetchaburi y desemboca en la bahía de Bangkok, en el distrito de Ban Laem. Tiene 210 km de largo, la mayoría de los cuales discurren en la provincia de Phetchabur, siendo la columna vertebral de la provincia.

### Mae Klong
El río Mae Klong (140 km) es un río del oeste de Tailandia. El río nace en la confluencia del Khwae Noi, o Kwai Sai Yoke, y del Khwae Yai, o Kwai Si Sawasdi, en Kanchanaburi, pasa por la provincia de Ratchaburi y desemboca en el golfo de Tailandia en Samut Songkhram.

### Pran Buri
El Pran Burii es un río de la provincia de Prachuap Khiri Khan, en el istmo de Kra de la península de Malaca. El río Pran Buri se origina en la parte sur del parque nacional Kaeng Krachan, y después de 130 kilómetros desemboca en el golfo de Tailandia. La única ciudad en el curso del río es Pranburi, el centro del distrito de Pran Buri. La cuenca del río Pran Buri tiene una superficie de aproximadamente 2000 km².

### Khlong Kui
El río Khlong Kui desemboca en el golfo de Tailandia desde la península de Malaca. Fluye a través de Ban Pong Kasang y Ban Thung Faek, distrito de Kui Buri, provincia de Prachuap Khiri Khan.

### Tapi y Phum Duang
El río Tapi (230 km), con su principal afluente, el Phum Duang drenan el área de la provincia de Surat Thani. La cuenca total del sistema del río es de unos 11.500 km².

### Pattani
El río Pattani,  con una longitud total de 214 km, es el más largo de todos los ríos tailandeses de la península de Malaca.

## Sistema fluvial del Mekong

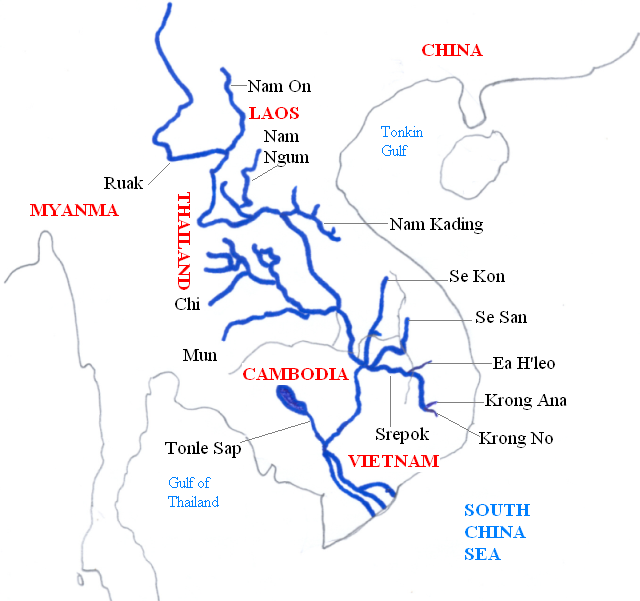
Sistema fluvial del Mekong

El río Mekong, uno de los ríos más importantes del mundo, desemboca en el mar de China Meridional. Es el decimoprimer río más largo del mundo, y el decimosegundo mayor en volumen (que vierte 475 km³ de agua al año). Su longitud estimada es de 4.880 km y drena un área de 810.000 km². Desde la meseta Tibetana discurre a través de la provincia china de Yunnan, Birmania, Tailandia, Laos, Camboya y Vietnam. Todos, excepto China y Myanmar, pertenecen a la Comisión del Río Mekong (Mekong River Commission). Las extremas variaciones estacionales en el caudal y la presencia de rápidos y cascadas han hecho su navegación extremadamente difícil.
Aproximadamente la mitad de la longitud del río está en China, donde es conocido como el Lancang Jiang (澜沧江 Láncāng Jiāng) o Meigong en chino (en chino, 湄公河; pinyin, Méigōng Hé). El río continua formando la frontera entre Myanmar y Laos durante 200 km, al final de los que recibe a su afluente el río Ruak en el Triángulo de Oro. Este punto también marca la división entre el Alto y el Bajo Mekong. El río, a continuación, divide Laos y Tailandia, antes de un tramo que pasa por Laos solo. Se le conoce como Maè Nam Khong («Madre de todos los ríos») tanto en lao como tailandés (แม่น้ำ โขง). De nuevo el río marca la frontera entre Laos y Tailandia en el tramo que pasa por Vientián, seguido de un corto tramo a través de Laos solo. En Camboya, el río se llama el Mékôngk o Tonle Thom («río Grande»). Justo por encima de Phnom Penh está la confluencia con el Tonle Sap, el afluente principal de Camboya. Por debajo de Phnom Penh, se divide en el río Bassac y el propio Mekong, desembocando ambos en el delta del Mekong en Vietnam. En vietnamita, el río en su conjunto se conoce como Mê Kông. En Vietnam el río se divide en dos ramas principales, el Tiền Giang (río Frente) y Hậu Giang (río Regreso). Estos, a su vez, entran en el mar de China Meridional a través de nueve estuarios.

### Tributarios tailandeses
Los ríos que siguen son los principales afluentes del río Mekong que fluyen a través de Tailandia (aquellos afluentes que discurren totalmente fuera de las fronteras tailandesas no se muestran):
- río Ing (se une al Mekong en Tailandia);
- río Ruak (se une al Mekong en Tailandia);
- río Mun (se une al Mekong en Tailandia);
  - río Chi (se une al Mun en Tailandia);
  - río Dom Noi (se une al Mun en Tailandia);
  - río Lam Ta Klong (se une al Mun en Tailandia);
- río Kok (se une al Mekong en Tailandia);
- río Tonlé Sap  (se une al Mekong en Camboya, pero se extiende en Tailandia);

### Drenaje
El Mekong drena una gran parte del noreste de Tailandia. En términos de la superficie terrestre tailandesa drenada, ocupa el segundo lugar tras el sistema del Chao Phraya.

## Sistema fluvial del Salween

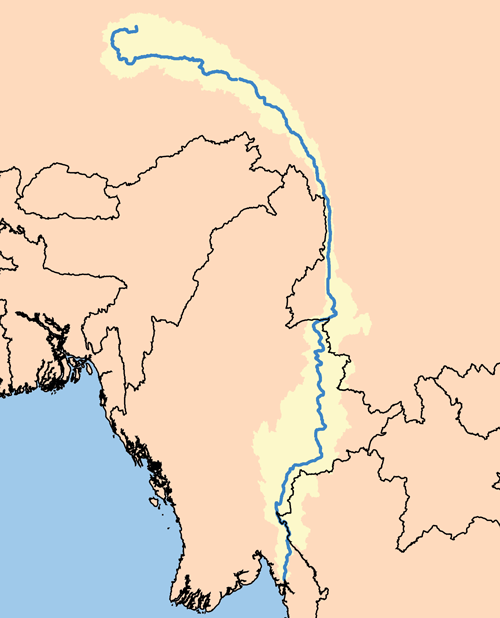
Salawin River System

El río Salween nace en el Tíbet (en tibetano, རྒྱལ་མོ་རྔུལ་ཆུ), y después fluye a través de la provincia de Yunnan, donde se le conoce como río Nujiang (en chino, 怒江; pinyin, Nù Jiāng), aunque este nombre puede ser utilizado para todo el río. El río tiene 2.815 kilómetros de largo. A continuación, deja China y serpentea a través de Birmania (donde es conocido como el Thanlwin) y Tailandia (donde es conocido como el Salawin; en tailandés: สาละ วิน) en su camino hacia el vaciamiento en el mar de Andamán por Mawlamyaing (Moulmien).

### Tributarios tailandeses
Los principales afluentes del Salween que fluyen a través de Tailandia son el río Moei (327 km) y el río Pai (180 km).

## Otros ríos del mar de Andaman
Además del río Salween, hay una serie de ríos que desembocan en el mar de Andaman en la costa oeste de la península de Malaca. Ninguno de ellos son significativamente amplios, sin embargo, para ser considerado como sistemas fluvial.